# Marlène Schiappa

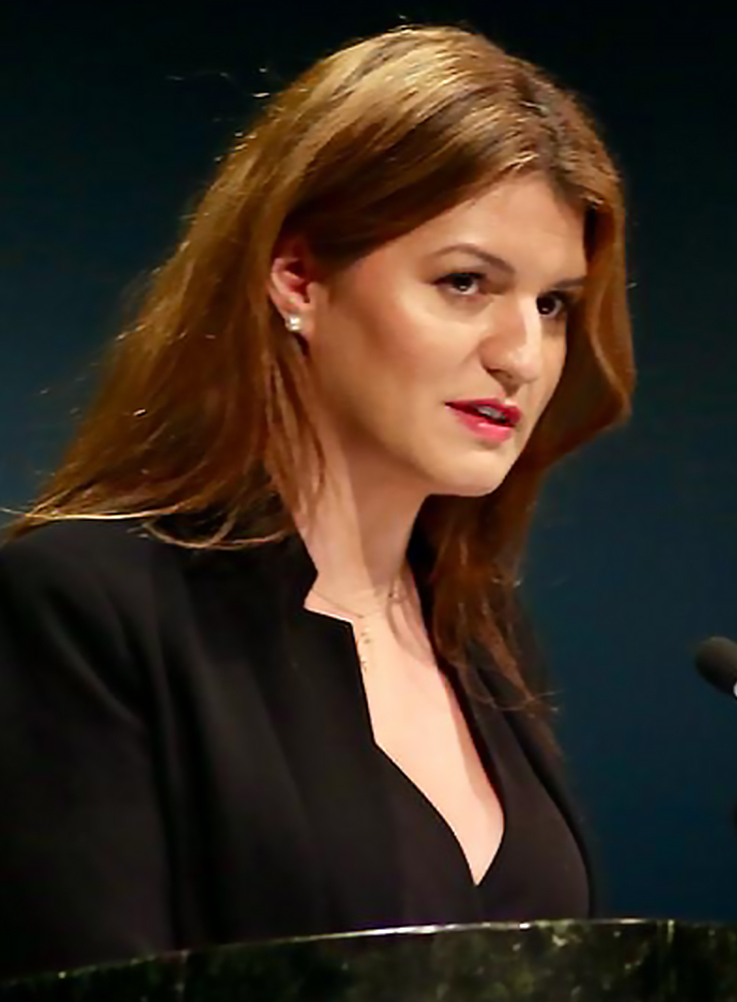
Marlène Schiappa bei der UN-Kommission zur Rechtsstellung der Frau (2019)

Marlène Schiappa (Aussprache: [maʁlɛn ʃjapa]; * 18. November 1982 in Paris) ist eine französische Politikerin (LREM) und Autorin. Von Mai 2017 bis Juli 2020 war sie Staatssekretärin für die Gleichheit zwischen Frauen und Männern; anschließend war sie bis Mai 2022 beigeordnete Ministerin für Staatsbürgerschaft. Von Juni 2022 bis Juli 2023 war sie Staatssekretärin für Sozial- und Solidarwirtschaft und Vereinsleben im Kabinett Borne.

## Herkunft, Ausbildung, Familie
Schiappa ist die Tochter des Historikers Jean-Marc Schiappa und der Schulleiterin Catherine Marchi, welche früher selbst als Feministin und Gewerkschafterin aktiv war. Beide Eltern waren Trotzkisten. Die Familie stammt aus Korsika. Ab ihrem 13. Lebensjahr lebte sie mit ihrer Schwester bei ihrem Vater.
Nach dem Baccalauréat am Pariser Lycée Claude-Bernard begann sie an der Université Paris 1 Panthéon-Sorbonne Geographie zu studieren, brach aber nach einem Jahr ab. Stattdessen machte sie einen Abschluss in Kommunikation und Neuen Medien.
Seit 2006 ist sie in zweiter Ehe mit Cédric Bruguière verheiratet, mit dem sie zwei Kinder hat.

## Tätigkeiten
Ab 2005 arbeitete Schiappa im Bereich neue Medien bei der Werbeagentur Euro RSCG.

### Maman travaille
Marlène Schiappa ist Gründerin und Vorsitzende der Netzwerkes Maman travaille („Mama arbeitet“). Es entstand aus einem Blog, den Marlène Schiappa 2008 gegründet hatte. Der rasche Erfolg mit rund 8.000 Besuchen pro Tag war Anlass dazu, noch im Jahr 2008 einen Verein zu gründen. Themen sind die Gleichstellung der Eltern und vor allem die Vereinbarkeit von beruflichem und persönlichem Leben.

### Autorin und Playmate
Schiappa hat zahlreiche Publikationen zur Gleichstellung von Frau und Mann und Feminismus verfasst.
2014 veröffentlichte sie ihren ersten Roman: Pas plus de 4 heures de sommeil („Nicht mehr als 4 Stunden Schlaf“). Das Buch wurde auf Deutsch unter dem Titel Wer braucht schon Schlaf? veröffentlicht und die Filmrechte verkauft.
Ihr zweiter Roman, Marianne est déchaînée (2015), erzählt ihr erstes Jahr als Inhaberin eines lokalen Amtes in Form eines Schlüsselromans.
Unter dem Pseudonym „Marie Minelli“ veröffentlichte Schiappa ab 2011 auch Bücher zu erotischen Themen.
Sie posierte für die Mai/Juni-Ausgabe 2023 des französischen Playboy in einer Serie erotischer Fotografien, was wegen der französischen Rentenreform heftig kritisiert und ironisiert wurde.

### Politische Karriere

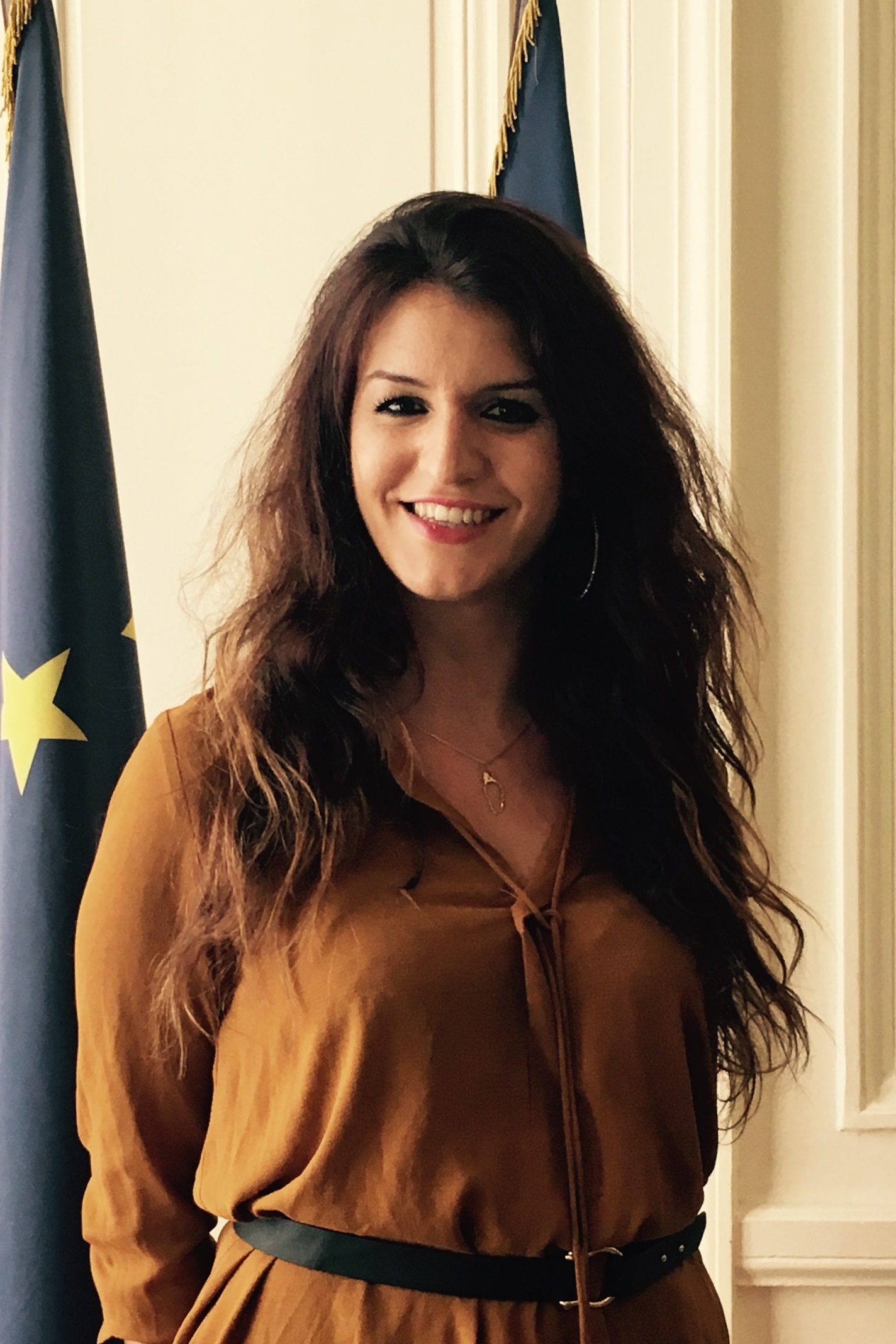
Marlène Schiappa, Staatssekretärin für die Gleichstellung der Geschlechter (2017)

Bei der Kommunalwahl im März 2014 wurde Schiappa auf der Liste der Parti socialiste (PS) in den Gemeinderat von Le Mans gewählt. Bürgermeister Jean-Claude Boulard (PS) ernannte sie zu seiner Beigeordneten mit Zuständigkeit für Gleichheit und den Kampf gegen Diskriminierungen. Dieses Amt hatte sie bis September 2017 inne. Ihren Sitz im Gemeinderat von Le Mans behielt sie bis Juli 2020.
Bei der Präsidentschaftswahl 2017 unterstützte sie Emmanuel Macron. Nach seinem Wahlsieg ernannte dieser Schiappa im Mai 2017 zur Staatssekretärin für die Gleichheit zwischen Frauen und Männern (Secrétaire d'État chargée de l'Égalité entre les femmes et les hommes) im Kabinett Philippe I. Macron berief Schiappa zudem in den Ausschuss, der die Kandidaten der von ihm gegründeten Partei La République en Marche (LREM) für die darauffolgende Parlamentswahl auswählte.
Sie behielt das Amt der Staatssekretärin für Gleichstellung der Geschlechter auch im Kabinett Philippe II bis Juli 2020. Schiappa initiierte ein „Gesetz zur Verstärkung des Kampfes gegen sexuelle und sexistische Gewalt“, das am 3. August 2018 in Kraft trat und kurz auch Loi Schiappa genannt wird. Durch dieses wurden der Straftatbestand der sexistischen Beleidigung eingeführt und Geschlechtsverkehr Erwachsener mit Personen unter 15 Jahren als Vergewaltigung definiert, sofern der Altersunterschied 5 Jahre oder mehr beträgt. Ab Oktober 2018 war sie zusätzlich für den Kampf gegen Diskriminierungen (la Lutte contre les discriminations) zuständig. In der Partei LREM übernahm Marlène Schiappa Anfang 2019 die Leitung des Bereichs „Ideendebatte“.
Im Juli 2020 übernahm sie nach einer Regierungsumbildung im Kabinett von Jean Castex das neu geschaffene Amt als beigeordnete Ministerin für Staatsbürgerschaft beim Minister des Innern (Ministre déléguée auprès du ministre de l'Intérieur, chargée de la Citoyenneté). In dieser Position war sie Innenminister Gérald Darmanin unterstellt.
Seit Juni 2022 amtierte sie als Staatssekretärin für Sozial- und Solidarwirtschaft und Vereinsleben.
Seit Anfang 2023 stand Schiappa im Zentrum einer politisch-finanziellen Affäre bezüglich der Vergabe von Fördermitteln durch den 2021 von ihr initiierten Fonds Marianne. Der Fonds dient der Subventionierung nichtstaatlicher Organisationen (NGOs), die gegen Hass und separatistische Äußerungen insbesondere in sozialen Netzwerken kämpfen. Anfang Juli 2023 veröffentlichte eine Untersuchungskommission des Senats, vor der sie im Juni auch selbst ausgesagt hatte, ihren Bericht. Er enthielt schwere Vorwürfe gegen Schiappa. Ihr wurden die überhastete Einrichtung des Fonds, eine intransparente, unprofessionelle und schlampige Auswahl der Subventionsempfänger, die einseitige Begünstigung einzelner Antragsteller sowie die Benachteiligung anderer vorgeworfen. So sei Schiappa persönlich gegen den Antrag der NGO SOS Racisme interveniert, der deshalb entgegen dem Vorschlag der Jury abschlägig beschieden wurde.
Bei einer Kabinettsumbildung am 20. Juli 2023 verlor Schiappa ihr Amt und schied aus dem Kabinett Élisabeth Bornes aus. Diese Entscheidung wurde wesentlich auf die Schwächung ihrer Position durch die Affäre um den Fonds Marianne und dessen Bewertung durch den Senat zurückgeführt.

## Werke
- J’aime ma famille, illustrations de Pacco (Robert Laffont et Marabout, 2010)
- Osez l'amour des rondes (La Musardine, 2010)
- Maman travaille, le guide (First, 2011)
- Je reprends le travail après bébé (Tournez la page, 2012)
- Le Dictionnaire déjanté de la maternité (Michalon, 2013)
- Éloge de l’enfant roi (Bourin, 2013)
- Les 200 astuces de Maman travaille (Leducs, 2013)
- Le Guide de grossesse de Maman travaille (Leducs, 2014)
- Pas plus de 4 heures de sommeil (Roman; Stock, 2014).
  - Wer braucht schon Schlaf?, Deutsche Übersetzung (Berlin Verlag, 2016, E-Book) Auszugsweise bei Google-Books einsehbar (books.google.ch).
- Avec Cédric Bruguière, J’arrête de m’épuiser (Eyrolles, 2015)
- Marianne est déchaînée (Stock, 2016)
- Femmes de candidats (Bourin, 2017)
- Où sont les violeurs ? Essai sur la culture du viol (L’Aube, 2017)
- Les lendemains avaient un goût de miel (Charleston, 2017)